# Studio 80

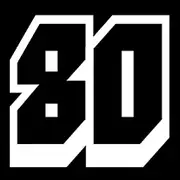
Logo Studio 80

Studio 80 was een nachtclub in Amsterdam, Nederland, en stond bekend om zijn focus op elektronische muziek en als platform voor opkomende artiesten. De club was gelegen aan het Rembrandtplein en werd beschouwd als een belangrijk onderdeel van de elektronische muziekscene in Amsterdam tussen 2005 en 2016.

## Geschiedenis
Studio 80 werd in 2005 opgericht door Duncan Stutterheim, een van de oprichters van het evenementenbedrijf ID&T, dat bekendstaat voor grote evenementen zoals Sensation en Mysteryland. Stutterheim wilde een experimentele en innovatieve ruimte creëren voor elektronische muziek, met nadruk op genres zoals techno, house en minimal. Het doel was om een intieme sfeer te bieden voor zowel gevestigde artiesten als opkomende talenten.
In november 2015 werd bekend dat Stutterheim de club verkocht. De verkoop werd gemotiveerd door zijn wens om zich te concentreren op andere zakelijke projecten. De verkoop markeerde tevens het begin van de sluiting van Studio 80. In januari 2016 werd de club definitief gesloten. De locatie werd overgenomen door de oprichters van Claire, een andere Amsterdamse club, die het pand herinrichtten en de naam veranderden, maar tegelijkertijd respect toonden voor de geschiedenis van Studio 80.

## Muzikale focus en programmering
Studio 80 stond bekend om zijn focus op underground elektronische muziek. De club bood een podium voor genres zoals techno, minimal en house, en programmeerde zowel nationale als internationale artiesten. Naast reguliere clubavonden werden er ook speciale evenementen georganiseerd, waaronder showcases van labels en collectieven. Studio 80 fungeerde vaak als een platform voor nieuwe talenten, met veel artiesten die later een internationale carrière opbouwden.

## Impact en betekenis
Studio 80 speelde een belangrijke rol in de ontwikkeling van de Amsterdamse elektronische muziekscene. De club werd gezien als een kweekvijver voor talent, waar artiesten hun eerste stappen in de industrie konden zetten. Deze focus op opkomend talent werd benadrukt door oprichter Duncan Stutterheim, die in 2008 verklaarde: "Over twintig jaar nog steeds plaats voor kleine initiatieven" Deze uitspraak weerspiegelt de nadruk die Stutterheim legde op het belang van kleinschalige, onafhankelijke platforms binnen een steeds meer commerciële muziekindustrie.
In 2015, tijdens een interview, zei Stutterheim: "Als ik er niet was geweest, bestond Studio 80 niet meer", wat zijn persoonlijke betrokkenheid en visie voor de club benadrukte. Studio 80 werd tevens geprezen om zijn experimenten met livestreams en voor het aanbieden van een platform voor vernieuwende en alternatieve vormen van elektronische muziek.

## Sluiting en transformatie
Na de verkoop door Duncan Stutterheim werd Studio 80 in januari 2016 definitief gesloten. De locatie werd overgenomen door de oprichters van Claire, die het pand opnieuw inrichtten en de ruimte een nieuwe invulling gaven. Hoewel de naam veranderde, bleef de invloed van Studio 80 merkbaar, zowel in de programmering als in de culturele nalatenschap van de club.